# Джорджизм
Джорджи́зм (англ. Georgism, также геои́зм) — основанное Генри Джорджем экономико-философское учение, в основе которого лежит идея, что каждый владеет созданным им продуктом (англ. everyone owns what they create), однако все природные блага, и прежде всего земля, принадлежат в равной степени всему человечеству. Философия джорджизма обычно ассоциируется с идеей замены всей совокупности налогов единым налогом на пользование землей.

## Влияние
Американские историки экономической мысли почитают Генри Джорджа как автора одного из наиболее значимых политэкономических исследований, изданных во второй половине XIX века в Северной Америке. Тщательно изучая литературу, они находят влияние джорджизма не только на многих его великих современников, но и на публичных деятелей XX века. В составленный ими перечень имён включён и Лев Толстой, который был горячим пропагандистом взглядов Джорджа. Он писал предисловия к выходящим в русском переводе его книгам, писал статьи с популяризацией идеи единого государственного налога. Толстой ввёл Джорджа и в художественные произведения.
В «Воскресении» Нехлюдов излагает крестьянам своей деревни теорию Джорджа. Крестьяне относятся к ней сочувственно:

— Это правильно, — сказал печник, двигая бровями. — У кого лучше земля, тот больше и плати.
— И голова же был этот Жоржа, — сказал представительный старец с завитками…
— Ну и голова!.. Жоржа! А что выдумал.

Однако пропаганда теории «Жоржи» в российских условиях встречалась с такими препятствиями, которых не имел в виду Генри Джордж. Американский реформатор взывал к общественному мнению США, обращался к избирателям, требовал проведения единого государственного налога через конгресс. Он пользовался средствами буржуазного государства с демократическими формами управления, тогда как в России парламент ещё не был создан. По словам Толстого: «Люди не спорят с учением Джорджа, они просто его не знают».
Генри Джордж оказал сильное влияние на другого американца, чьим именем также названо ещё одно экономико-социальное учение, фордизм. На склоне лет, в 1942 году Генри Форд-старший сказал:

Настанет время, когда ни пядь земли, ни один колосок, ни даже сорняк не будут пропадать впустую. Каждая американская семья может иметь земельный надел. Нам надо облагать налогом все пустоши так, как это предлагал Генри Джордж — облагать безжалостно, чтобы заставить их хозяев сделать эти земли продуктивными.Оригинальный текст (англ.)The time will come when not an inch of the soil, not a single crop, not even weeds, will be wasted. Then every American family can have a piece of land. We ought to tax all idle land the way Henry George said — tax it heavily, so that its owners would have to make it productive.
В свою очередь, Карл Маркс считал джорджизм нерелевантным. В письме Фридриху Зорге 20 июня 1881 года он писал:

Человек этот в теоретическом отношении совершенно отстал. Он не понял сущности прибавочной стоимости и потому вращается, по примеру англичан, в мире спекуляций о рассматриваемых как самостоятельные частях прибавочной стоимости, то есть о соотношениях прибыли, ренты, процентов и т. д., причём уровень его спекуляций даже ниже, чем у англичан. Его основной догмат заключается в том, что всё было бы в порядке, если бы земельная рента выплачивалась государству.

В 1977 году американский экономист Джозеф Стиглиц сформулировал «теорему Генри Джорджа».
В 1981 году американский экономист Фред Фолдвари ввёл термин «геолибертарианство» в своей статье «Земля и свобода».
Джордж оказал влияние на кубинского национального героя Хосе Марти, на первого президента Китая Сунь Ятсена.

## Основные принципы
Генри Джордж наиболее известен тем, что популяризирует аргумент о том, что правительство должно финансироваться за счет налога на земельную ренту, а не за счет налогов на заработную плату. Джордж считал, что хотя научные эксперименты в политической экономии невозможны, теории могут быть проверены путем сравнения различных обществ с различными условиями и мысленными экспериментами о влиянии различных факторов. Применяя этот метод, он пришел к выводу, что многие проблемы, с которыми сталкивается общество, такие как бедность, неравенство, экономические подъемы и спады, можно отнести к частной собственности на необходимый ресурс — земельную ренту. В своей самой знаменитой книге «Прогресс и бедность» Джордж утверждает, что присвоение земельной ренты для частного использования способствует постоянной бедности, несмотря на технический прогресс, и заставляет экономику демонстрировать тенденцию к циклам подъема и спада. По словам Джорджа, люди справедливо владеют тем, что они создают (англ. everyone owns what they create), но что природные возможности и земля принадлежат в равной степени всем.
Джордж считал, что существует важное различие между общей и коллективной собственностью. Хотя равные права на Землю могли быть достигнуты путем национализации земли и последующей сдачи ее в аренду частным пользователям, Джордж предпочитал облагать налогом недооцененную стоимость земли и оставлять контроль над землей в основном в частных руках. Джордж аргументировал свое решение оставить землю под частным контролем и постепенно перейти к налогу на земельную стоимость тем, что он не будет наказывать существующих владельцев, которые улучшили землю, а также будет менее разрушительным и противоречивым в стране, где земельные титулы уже были предоставлены.
Джорджисты отмечают, что созданное частным образом богатство обобществляется через налоговую систему (например, через налог на прибыль и налог с продаж), в то время как созданное обществом богатство в виде стоимости земли приватизируется в цене земельных титулов и банковских закладных. Все было бы наоборот, если бы земельная рента заменила налоги на труд как основной источник государственных доходов; общественно созданное богатство станет доступным для использования обществом, а плоды труда останутся частными. По мнению джорджистов, налог на земельную стоимость может рассматриваться как плата за пользование вместо налога, поскольку он связан с рыночной стоимостью социально созданного преимущества местоположения, привилегии исключать других из местоположения. Активы, состоящие из коммодифицированных привилегий, можно рассматривать как богатство, поскольку они имеют меновую стоимость, аналогичную медальонам такси. Налог на земельную стоимость, взимающий плату за исключительное пользование землей, как средство повышения государственных доходов также является прогрессивным налогом, направленным на уменьшение экономического неравенства. Он полностью применяется к собственности на ценную землю, которая коррелирует с доходом, и обычно нет никаких средств, с помощью которых землевладельцы могут переложить налоговое бремя на арендаторов или работников.

### Экономические свойства
Стандартная экономическая теория предполагает, что налог на земельную стоимость был бы чрезвычайно эффективен — в отличие от других налогов, он не снижает экономическую производительность. Милтон Фридман назвал налог Генри Джорджа на недооцененную стоимость земли «наименее плохим налогом», поскольку в отличие от других налогов он не накладывал бы избыточного бремени на экономическую деятельность (приводя к нулевой или даже отрицательной «мертвой потере веса»); следовательно, замена других более искажающих налогов налогом на земельную стоимость улучшила бы экономическое благосостояние. Поскольку налог на земельную стоимость может улучшить использование земли и перенаправить инвестиции на производительную деятельность, не связанную с получением ренты, он может даже привести к отрицательной потере мертвого веса, что повышает производительность труда. Налог на земельную стоимость будет применяться к иностранным земельным спекулянтам, австралийское казначейство подсчитало, что налог на земельную стоимость уникален тем, что имеет отрицательное предельное избыточное бремя, а это означает, что он повысит долгосрочный уровень жизни.
Бенджамин Франклин и Уинстон Черчилль приводили сходные распределительные и эффективные аргументы в пользу налогообложения земельной ренты. Они отметили, что расходы на налоги и выгоды от государственных расходов всегда в конечном итоге распространяются и обогащают, соответственно, владельцев земли. Поэтому они полагали, что было бы лучше покрыть государственные расходы и вернуть стоимость государственных расходов, применяя государственные сборы непосредственно к владельцам земельных титулов, а не наносить ущерб общественному благосостоянию с помощью налогов, взимаемых с таких полезных видов деятельности, как торговля и труд.
Генри Джордж писал, что его план введения высокого налога на земельную стоимость заставит людей «вносить свой вклад в общество, а не пропорционально тому, что они производят, но пропорционально стоимости естественных [общих] возможностей, которыми они владеют». Далее он пояснил, что, «принимая в общественное пользование ту ценность, которую придает земле рост и улучшение общества», он «сделает владение землей невыгодным для простого владельца и выгодным только для пользователя».
Высокий налог на земельную стоимость будет препятствовать спекулянтам держать ценные природные возможности (например, городскую недвижимость) неиспользованными или только частично используемыми. Генри Джордж утверждал, что это будет иметь много преимуществ, включая сокращение или устранение налогового бремени с бедных районов и сельскохозяйственных районов; устранение множества налогов и дорогостоящих устаревших правительственных учреждений; устранение коррупции, мошенничества и уклонения от уплаты налогов; создание условий для подлинной свободной торговли; уничтожение монополий; повышение заработной платы до полной стоимости труда; превращение трудосберегающих изобретений во благо для всех; справедливое распределение комфорта, досуга и других преимуществ, которые становятся возможными благодаря развитию цивилизации. Таким образом, уязвимость рыночной экономики перед кредитными пузырями и имущественными маниями будет снижена.